# Koszary w Rzeszowie

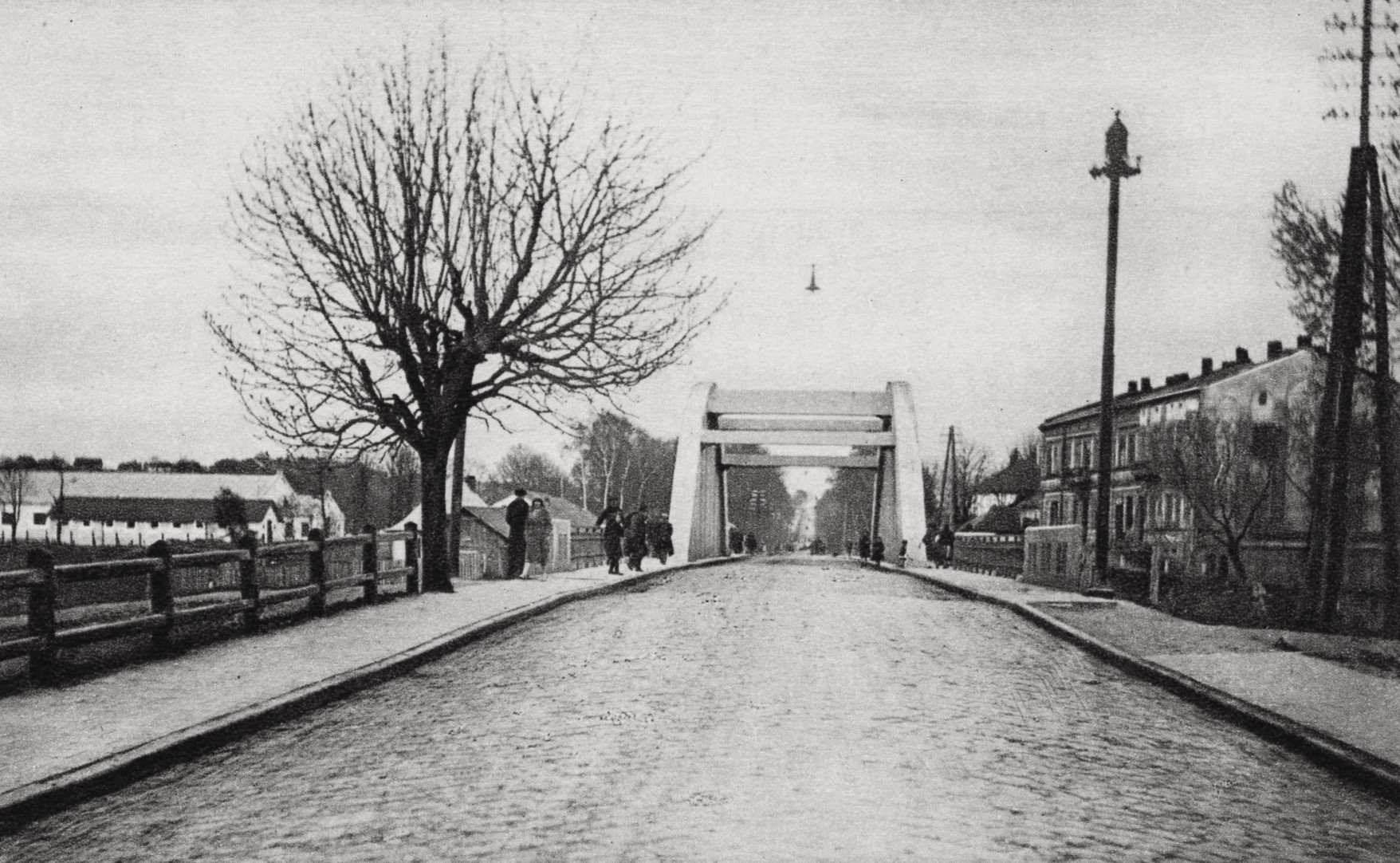
Rzeszów - most oraz koszary 20 puł.

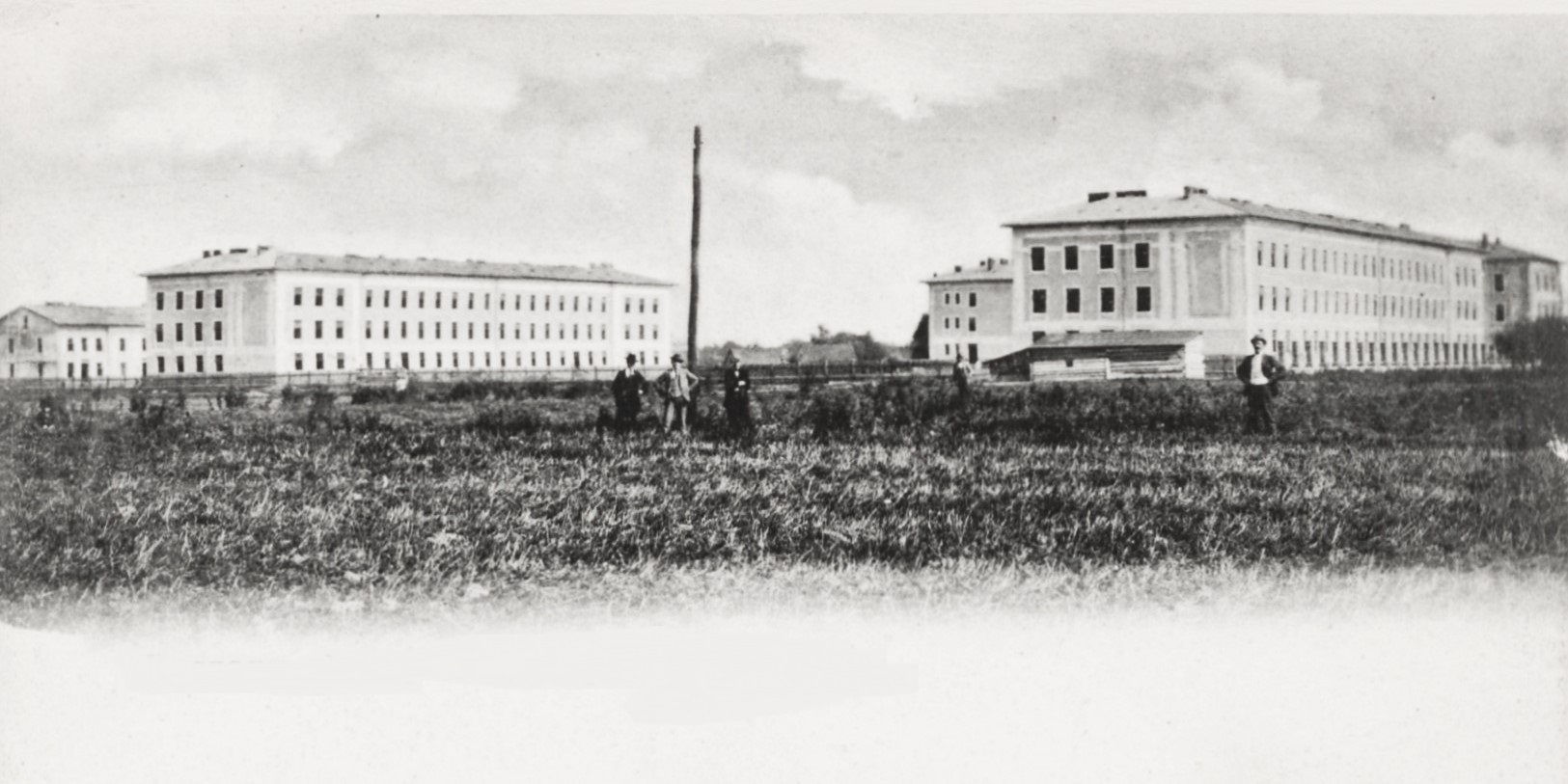
Koszary Obrony Krajowej w Rzeszowie

Koszary w Rzeszowie – kompleksy koszarowe znajdujące się na terenie garnizonu Rzeszów.

## Charakterystyka
Rzeszowskie koszary kawaleryjskie, położone przy ulicy Jana Dąbrowskiego, wzniesione zostały w latach 1895–1898. Ich pojemność oceniano na 419 ludzi i 508 koni. Do 1914 kwaterował w nich austriacki 6 pułk ułanów (bez II dywizjonu, który kwaterował w Dębicy).

Po odzyskaniu niepodległości, koszary przejęło Wojsko Polskie. W roku 1920 koszary kawaleryjskie przy ulicy Lwowskiej, za Wisłokiem zajmował 6 pułk Ułanów Kaniowskich. 10 lutego 1921 do Koszar Poniatowskiego zaczęło wprowadzać się dowództwo i I szwadron 20 pułku ułanów im. Króla Jana III Sobieskiego. Kilka lat później do koszar Poniatowskiego wprowadził się także przybyły z Jarosławia 10 dywizjon artylerii konnej. 24 czerwca 1930 odsłonięto w nich tablicę pamiątkową ku czci poległych ułanów. 
Kolejnym kompleksem koszarowym Rzeszowa były Koszary Hallera (Kraińskiego). Położone były przy ulicy Piłsudskiego 8/10, a ich pojemność oceniano na 480 ludzi. Koszary powstały po 1842, nie miały stajni, a do 1914 stacjonował w nich austriacki 40 pułk piechoty. Koszary stanowiły typowy przykład austriackiego budownictwa wojskowego tego okresu – cztery skrzydła budynku otaczają dość obszerny dziedziniec, a cały obiekt zdolny byłby do obrony okrężnej.
Trzecim kompleksem koszarowym Rzeszowa były Koszary Bema. Położone były przy ulicy Piłsudskiego 21 i 8 Marca 5, a ich pojemność oceniano na 300 ludzi. Koszary powstały po 1842, nie miały stajni, a do 1914 stacjonował w nich austriacki 4 batalion jegrów.
W latach 1922–1923 Koszary Hallera i Bema zajmował 20 pułk ułanów. Mieściły się tam między innymi mieszkania kadry i magazyny gospodarcze.
Dużym kompleksem koszarowym na terenie Rzeszowa były Koszary Piłsudskiego położone przy ul. Jana Dąbrowskiego 22. Były to koszary kawaleryjskie, wzniesione w latach 1894–1900 dla austriackiego 3 pułku ułanów Landwehry. Ich pojemność oceniano na 676 ludzi i 580 koni. 
Po odzyskaniu przez Polskę niepodległości, początkowo kwaterował w nich 22 pułk artylerii polowej, a po jego przeprowadzce do Przemyśla, koszary zajęły szwadrony 20 pułku ułanów przeniesione z Dębicy.
Do czasów współczesnych (2019) zachowała się większość zabudowy koszarowej w Rzeszowie. Koszary Poniatowskiego i Piłsudskiego nieustannie zajmuje Wojsko Polskie. Kwaterują tam obecnie: 1 batalion Strzelców Podhalańskich i 21 batalion dowodzenia. Koszary Bema i Hallera są użytkowane jako mieszkania oraz siedziby firm, sklepów, biur i urzędów.